# Brayan Tapia
Brayan Alexander Tapia Álvarez (* 26. Januar 1998 in Antofagasta) ist ein chilenischer Rollstuhltennisspieler.

## Karriere
Brayan Tapia begann im Alter von acht Jahren mit dem Rollstuhltennis. Er spielt seit 2012 auf der ITF-Tour, im Juli 2016 erreichte er mit Platz 15 seine höchste Position in der Juniorenweltrangliste. Er konnte mehrere Turniere niedrigerer Kategorie im Einzel oder Doppel gewinnen, sein bevorzugter Belag ist Sand.
Seit 2014 tritt Tapia regelmäßig beim World Team Cup für Chile an, dabei spielte er bis 2016 bei den Junioren. In diesem Jahr unterlagen die chilenischen Nachwuchsspieler den Vereinigten Staaten erst im entscheidenden Doppel des Finales.
Er startete 2023 bei den Parapanamerikanischen Spielen in Santiago de Chile. Während er im Einzel sein Auftaktspiel gegen den Titelverteidiger Gustavo Fernández deutlich verlor, konnte er im Doppel an der Seite von Alexander Cataldo Bronze gewinnen. Im Halbfinale unterlagen sie denkbar knapp den späteren Goldmedaillengewinnern Ezequiel Casco und Gustavo Fernández im Match-Tie-Break; das Spiel um Platz drei gegen die US-Amerikaner Casey Ratzlaff und Conner Stroud konnten sie aber für sich entscheiden.
Bei den Paralympischen Spielen 2024 in Paris traf Brayan Tapia mit Alexander Cataldo im Doppel gleich zu Beginn auf die späteren Goldmedaillengewinner Alfie Hewett und Gordon Reid, die sich glatt durchsetzen konnten. Im Einzel musste er sich in der ersten Runde dem Israeli Sergei Lysov geschlagen geben.